# AIK Stockholm
AIK Stockholm je nejpopulárnější švédský fotbalový klub. Název AIK znamená Allmänna Idrottsklubben. Klub sídlí v hlavním městě Švédského království a své domácí zápasy hraje od roku 2012 na stadionu Friends Arena s kapacitou 50 653 diváků v sousedním městě Solna. Dříve hrál v Solně na stadionu Råsunda (zbouraný 2013), který byl zároveň švédským národním stadionem, na němž se hrálo i finále mistrovství světa ve fotbale roku 1958.

## Historie
Klubovými barvami jsou černá a žlutá. Sportovní jednota AIK byla založena roku 1891, fotbalový odbor vznikl roku 1896. V historické tabulce švédské fotbalové ligy je AIK třetí za svými velkými rivaly Malmö FF a IFK Göteborg.
Největším úspěchem klubu na mezinárodní scéně je zřejmě účast ve čtvrtfinále Poháru vítězů pohárů v sezóně 1996/97.

## Soupiska
K 5. srpnu 2022
| Číslo |             | Pozice | Hráč                                           |
| ----- | ----------- | ------ | ---------------------------------------------- |
| 2     | Švédsko     | O      | Josafat Mendes                                 |
| 3     | Švédsko     | O      | Per Karlsson                                   |
| 4     | Švédsko     | O      | Sotirios Papagiannopoulos                      |
| 5     | Švédsko     | O      | Alexander Milošević (zástupce kapitána)        |
| 7     | Švédsko     | Z      | Sebastian Larsson (kapitán)                    |
| 8     | Švédsko     | Z      | Bilal Hussein                                  |
| 9     | Argentina   | Ú      | Nicolás Stefanelli                             |
| 10    | Švédsko     | Z      | Nabil Bahoui                                   |
| 11    | Švédsko     | Ú      | John Guidetti                                  |
| 12    | Švédsko     | O      | Axel Björnström                                |
| 15    | Švédsko     | B      | Kristoffer Nordfeldt                           |
| 17    | Lucembursko | Z      | Vincent Thill (na hostování z Vorskla Poltava) |
| 18    | Švédsko     | Z      | Amar Abdirahman Ahmed                          |

| Číslo |         | Pozice | Hráč                     |
| ----- | ------- | ------ | ------------------------ |
| 19    | Švédsko | Ú      | Calvin Kabuye            |
| 20    | Irsko   | Z      | Zachary Elbouzedi        |
| 22    | Švédsko | Ú      | Benjamin Mbunga Kimpioka |
| 23    | Srbsko  | B      | Budimir Janošević        |
| 24    | Švédsko | Z      | Jesper Ceesay            |
| 25    | Keňa    | O      | Erick Otieno             |
| 26    | Švédsko | Z      | Yasin Ayari              |
| 28    | Švédsko | O      | Rasmus Bonde             |
| 29    | Keňa    | O      | Collins Sichenje         |
| 30    | Keňa    | Ú      | Henry Atola              |
| 33    | Švédsko | O      | Mikael Lustig            |
| 34    | Švédsko | Ú      | Erik Ring                |

## Známí hráči
- Sven Dahlkvist [2]